# Podarcis virescens
Espèce
Podarcis virescens est une espèce de sauriens de la famille des Lacertidae.

## Répartition
Cette espèce est endémique du centre de l'Espagne.

## Publication originale
- Geniez, Sá-Sousa, Guillaume, Cluchier & Crochet, 2014 : Systematics of the Podarcis hispanicus complex (Sauria, Lacertidae) III: valid nomina of the western and central Iberian forms. Zootaxa, no 3794, p. 1–51.